# Фентон, Деннис
Деннис Фентон (англ. Dennis Fenton, 20 ноября 1888 — 29 марта 1954) — американский военный, олимпийский чемпион.
Деннис Фентон родился в 1888 году в Вентри, Соединённое королевство Великобритании и Ирландии. В 1906 году эмигрировал в США, в 1908 году вступил в американскую армию, служил в 35-м пехотном полку, в 1914 году стал сержантом пулемётной роты.
В 1920 году на Олимпийских играх в Антверпене Деннис Фентон стал чемпионом в командном первенстве в стрельбе из военной винтовки лёжа на дистанции 600 м, в командном первенстве в стрельбе из произвольной винтовки из трёх положений на дистанции 300 м и в командном первенстве в стрельбе из малокалиберной винтовки стоя на дистанции 50 м, а также завоевал бронзовую медаль в личном первенстве в стрельбе из малокалиберной винтовки стоя на дистанции 50 м. В 1924 году он принял участие в Олимпийских играх в Париже, где завоевал бронзовую медаль в командном первенстве в стрельбе одиночными выстрелами по движущейся мишени.
В 1937 году Деннис Фентон вышел в отставку.